# والنتین کورنو
والنتین کورنو (روسی: Валентин Михайлович Корнев, 29 August 1942 – 18 November ۲۰۱۶؛ ۲۹ اوت ۱۹۴۲ – ۱۸ نوامبر ۲۰۱۶) ورزشکار اهل اتحاد جماهیر شوروی سوسیالیستی بود.
وی در مسابقات کشوری و بین‌المللی در مجموع برندهٔ ۱ مدال نقره شده‌است.